# 库隆
库隆（法語：Coullons，法語發音：[kulɔ̃]）是法国卢瓦雷省的一个市镇，位于该省南部偏东，属于蒙塔日区。

## 地理
库隆（47°37'14"N, 2°29'33"E）面积78.97 平方千米，位于法国中央-卢瓦尔河谷大区卢瓦雷省，该省份为法国中北部省份，北起埃松省，西北接厄尔-卢瓦省，西南接卢瓦-谢尔省，南至涅夫勒省和谢尔省，东临约讷省，东北接塞纳-马恩省。
与库隆接壤的市镇（或旧市镇、城区）包括：索尔德河畔阿尔让、布朗卡福尔、欧特里勒沙泰勒、塞尔东、普瓦伊莱日安、圣弗洛朗、圣贡东。

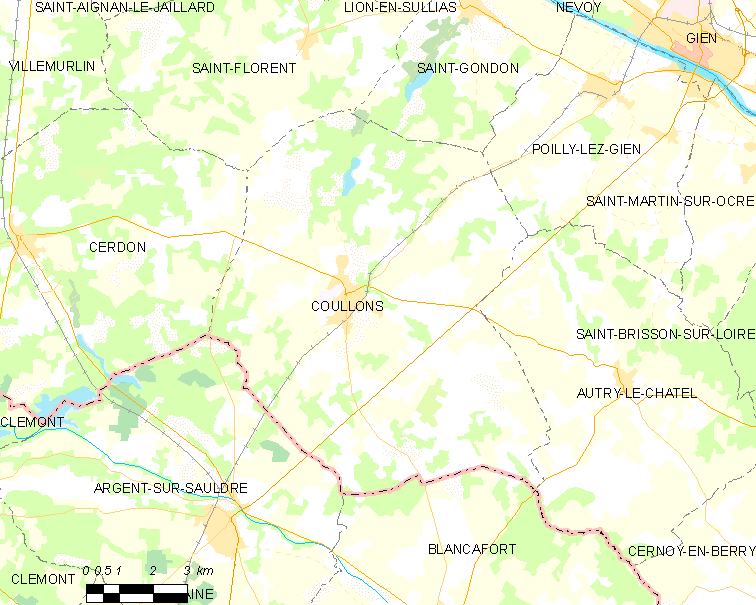
库隆的OSM定位图

库隆的时区为UTC+01:00、UTC+02:00（夏令时）。

## 行政
库隆的邮政编码为45720，INSEE市镇编码为45108。

## 政治
库隆所属的省级选区为卢瓦尔河畔叙利县。

## 人口

1962-2008年间库隆人口变化图示

库隆于2022年1月1日时的人口数量为2251人。